# Богданович Григорій Йосипович
Григо́рій Йо́сипович Богдано́вич (рос. Богданович Григорий Иосифович, 27 серпня 1914, Коктебель, Таврійська губернія, Російська імперія — 19 січня 2003, Москва, РФ) — радянський залізничник, начальник Львівської залізниці (1959–1975). Герой Соціалістичної Праці (4.05.1971), двічі кавалер Ордена Леніна.

## Життєпис
Народився в селищі Коктебель в селянській родині. 
Після закінчення семирічки вступив до Феодосійського залізничного технікуму, диплом якого отримав у 1933 році. 
Працював черговим по станції Чудово Жовтневої залізниці. 
У роки Другої світової війни працював начальником кар'єрного господарства, заступником начальника шляхової служби Ярославської залізниці.
У 1947 році, після закінчення Московського інституту інженерів залізничного транспорту, отримав направлення на Південно-Західну залізницю. Після року роботи у Києві був переведений на Львівську залізницю, де пропрацював близько 25 років. Починав з посади начальника станції Чоп, згодом став начальником колійної частини.
У жовтні 1959 року був призначений начальником Львівської залізниці. Під його керівництвом відбулося серйозне технічне переоснащення магістралі, зокрема електрифікація карпатських ділянок. Одночасно велося будівництво других колій від Чопа до Львова, вирішувалися задачі підвищення ефективності процесу перевезень, впровадження ресурсозберігаючих технологій, здійснювалася велика соціальна програма, що включала у себе зведення житла для залізничників, побудову відомчих пансіонатів на березі Чорного моря та спорудження літніх дитячих таборів.
4 травня 1971 року за видатні успіхи у виконанні завдання п'ятирічного плану перевезень та підвищення ефективності використання технічних засобів залізничного транспорту указом Президії Верховної ради СРСР був удостоєний звання Героя Соціалістичної Праці з врученням медалі «Серп і Молот» та ордена Леніна.
У 1975 році перевели до Москви на посаду головного ревізора з безпеки руху потягів Міністерства шляхів сполучення СРСР. Одночасно був членом колегії міністерства. Вийшов на пенсію у 1984 році.
Після завершення трудової кар'єри мешкав у Москві. 
Помер 19 січня 2003 року після важкої хвороби, похований на Троєкурівському цвинтарі Москви.

## Нагороди
- Герой Соціалістичної Праці — Медаль «Серп і Молот» (4 травня 1971) — за видатні успіхи у виконанні завдання п'ятирічного плану перевезень та підвищення ефективності використання технічних засобів залізничного транспорту
- Орден Леніна (4 травня 1971)
- Орден Леніна
- Знак «Почесному залізничнику»[1]